# Ain el Safssaf - Mar Michael Bnabil
Ain el Safssaf - Mar Michael Bnabil è un centro abitato e comune (municipalité) del Libano situato nel distretto di al-Matn, governatorato del Monte Libano.